# Râul Valea Ursului, Novăț
Râul Valea Ursului este un curs de apă, afluent al Novăț. 

## Hărți
- Harta județului Maramureș
- Harta munții Maramureșului
- Harta munții Maramureșului [nefuncțională – arhivă]
- Harta traseelor turistice din Maramureș  Arhivat în 7 mai 2010, la Wayback Machine.